# Сокольи горы (Вятка)
Сокольи горы — возвышенность  на правом берегу рек Вятки и Камы у места их слияния, на территории Мамадышского района Татарстана.
Здесь расположены: сёла Соколка, Отарка, Секинесь и Рагозино, деревни Верхняя Секинесь, Грахань и Сокольское лесничество.
По берегам Камы растёт смешанный сосново-берёзовый лес, в северной части земли распаханы. Почвы преимущественно серые лесные. Рельеф территории рассечённый, с общим понижением от самой высокой точки в 202 м. около села Отарка на юг к Каме и крутым берегом Вятки. На распаханной территории интенсивное образование оврагов.